# 小行星88292
小行星88292（88292 Bora-Bora）是一颗绕太阳运转的小行星，为主小行星带小行星。该小行星于2001年7月12日发现。
該小行星以法屬玻里尼西亞的博拉博拉島命名。

## 轨道参数
小行星88292的轨道半长轴为2.2289934 UA，离心率为0.252。